# X2 (videogioco)
X2, spesso indicato anche come Project X-2 è un semplice ma tecnologicamente notevole sparatutto a scorrimento di genere fantascientifico sviluppato dal Team17 e dalla Ocean Software. Il gioco è il seguito di Project-X.
A differenza di molti altri videogiochi non ne è stata realizzata una versione per personal computer, probabilmente per lo scarso successo del gioco. Il gioco era uno sparatutto bidimensionale presentato quando oramai il mercato era dominato dai prodotti tridimensionali. Il gioco nonostante il nome non ha legami con il film X-Men 2 degli X-Men.
Il gioco venne distribuito in oriente da Capcom, Team17 e Capcom lavorarono in sinergia per cercare di rendere il gioco più interessante per i giocatori di quel mercato.